# Emma Goldman
Emma Goldman (Kaunas, 27. lipnja 1869. – Toronto, 14. svibnja 1940.), američka politička aktivistica, poznata kao jedna od prvih predstavnica anarhokomunizma i feminizma. 
Rođena je u carskoj Rusiji, u obitelji židovskog porijekla, te je godine 1886. emigirirala u SAD. Tamo se priključila anarhističkom pokretu. Zbog svojih stavova je bila proganjana, a godine 1901. uhićena i osumnjičena za sudjelovanje u atentatu na predsjednika SAD-a Williama McKinleyja. Bila je jedna od prvih žena koja se zalagala za kontracepciju. Godine 1917. je zbog protivljenja ulasku SAD-a u Prvi svjetski rat protjerana u Rusiju, gdje je bila svjedokom Oktobarske revolucije. Tamo se razočarala u boljševičku vlast te promijenila svoje stavove, odbacivši svako nasilje osim u samoobrani. Godine 1936. podržavala je republikansku stranu u Španjolskom građanskom ratu te napisala dirljivi nekrolog španjolskom anarhističkom vođi Buonaventuri Duruttiju. 

## Vanjske poveznice
- Emma Goldman Page Anarchist Encyclopedia